# Австралийска свракова чучулига
Австралийските свракови чучулиги (Grallina cyanoleuca) са вид средноголеми птици от семейство Monarchidae.
Разпространени са в разнообразни местообитания в по-голямата част от Австралия, както и в близките части на Нова Гвинея и Тимор. Достигат дължина от 25 – 30 сантиметра и маса 64 – 118 грама и имат окраска с контрастиращи черни и бели петна. Хранят се с разнообразни дребни животни.